# Samih Schukri

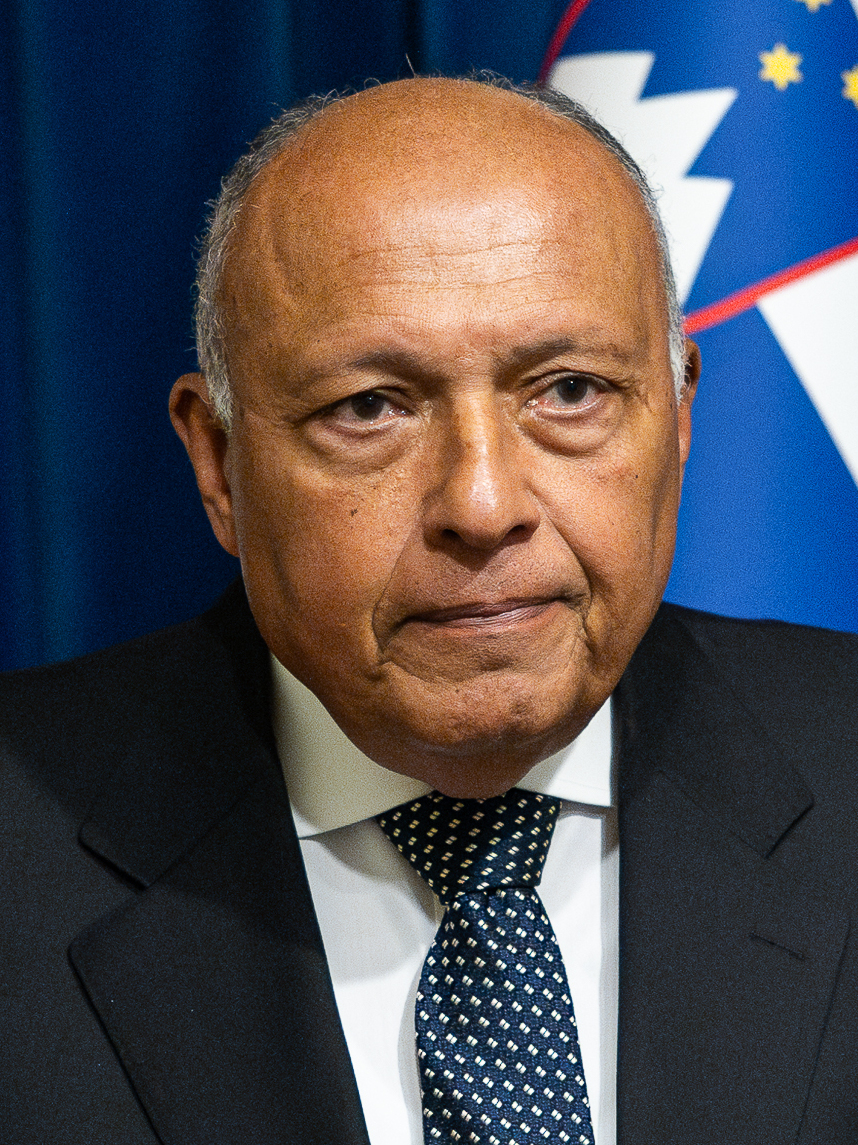
Sameh Schukri (2024)

Samih Hasan Schukri Salim (oder Sameh Hassan Shoukry, arabisch سامح حسن شكري سليم, * 20. Oktober 1952 in Kairo) ist ein ägyptischer Diplomat und vom 17. Juni 2014 bis zum 3. Juli 2024 Außenminister Ägyptens, erst im Kabinett von Ibrahim Mehlab, von September 2015 bis Juni 2018 in der Regierung von Scherif Ismail und von Juni 2018 bis Juli im Kabinett von Mustafa Madbuli. Shoukry übernahm das Amt von Nabil Fahmi.

## Leben
Samih Schukri absolvierte 1975 die Ain-Schams-Universität mit einem Abschluss in Rechtswissenschaften und arbeitete zunächst von 1976 bis 1978 als Attaché des Außenministeriums, danach als Botschaftsrat in London und Buenos Aires. Er ging verschiedenen Tätigkeiten im ägyptischen Regierungsapparat nach, bevor er zum sonderbevollmächtigten Botschafter Ägyptens in Österreich und Vertreter bei internationalen Organisationen in Wien ernannt wurde, in dessen Rahmen er von 1999 bis 2003 unter anderem an der Aushandlung des Übereinkommens gegen die grenzüberschreitende organisierte Kriminalität beteiligt war. Schukri war von 2005 bis 2008 ständiger Vertreter Ägyptens bei den Vereinten Nationen in Genf und zuletzt von 2008 bis 2012 Botschafter Ägyptens in den Vereinigten Staaten. Er engagiert sich für die Lieferung von Hilfsgütern in den Gazastreifen.
Samih Schukri ist verheiratet und hat zwei Kinder. Er spricht Arabisch, Englisch und Spanisch.